# Wędrujące Kamienie (Beskid Mały)
Wędrujące Kamienie – grupa ostańców na głównym grzbiecie Pasma Łamanej Skały w Beskidzie Małym. Znajdują się na odcinku grzbietu od Potrójnej (847 m) przez Na Beskidzie (863 m) i Smrekowicę (885 m) do Rozstajów Anuli. Największe ich skupisko znajduje się na Smrekowicy.
Skałki te zbudowane są z piaskowców i zlepieńców. Mają wysokość do kilku metrów i znajdują się zarówno przy samej ścieżce szlaku turystycznego, jak i nieco dalej od niego. Głównym grzbietem Pasma Łamanej Skały na odcinku występowania Wędrujących Kamieni prowadzą dwa szlaki turystyczne. Odcinek szlaku, na którym występują Wędrujące Kamienie nosi nazwę „szlaku skałkowego”.

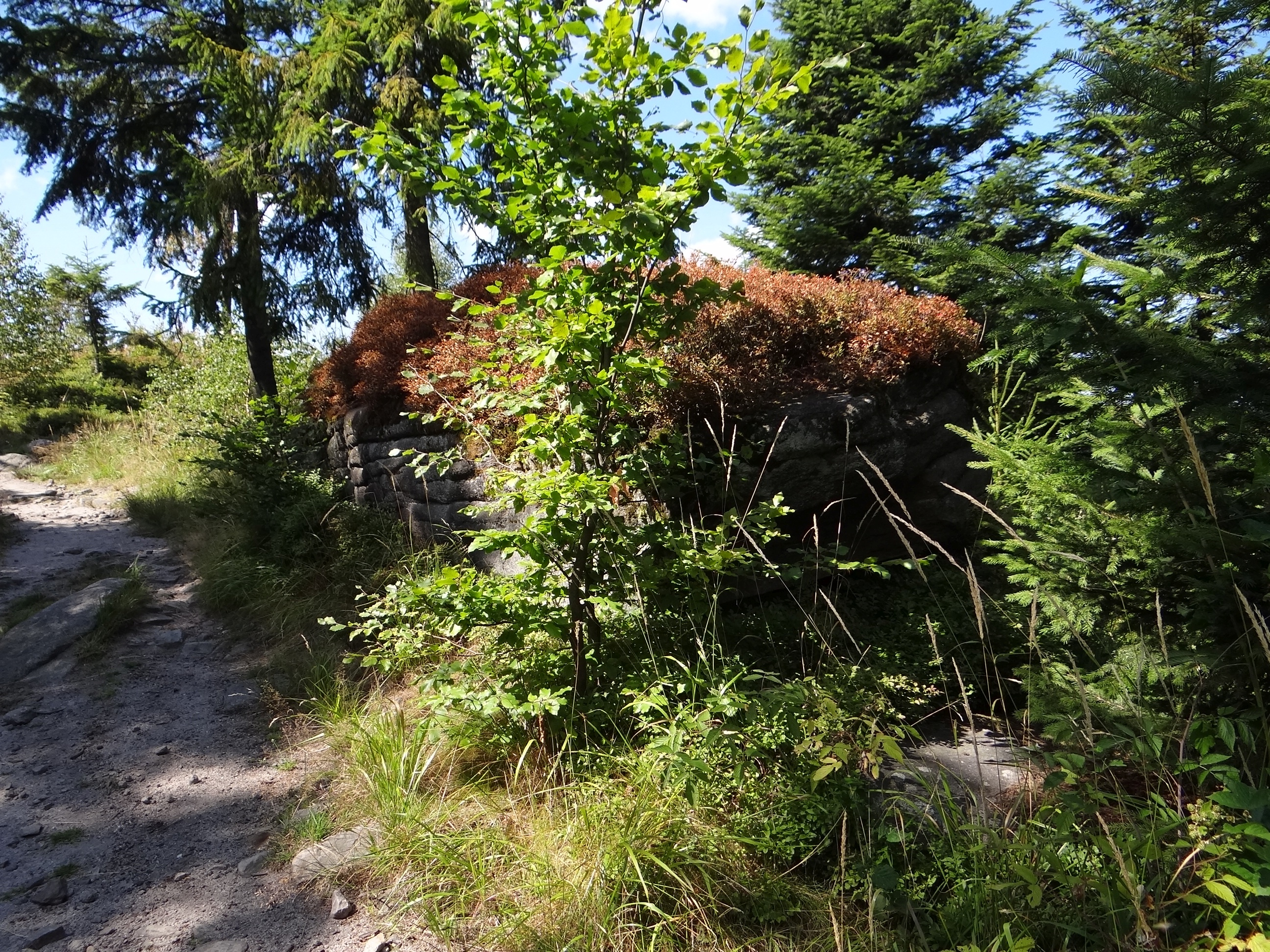
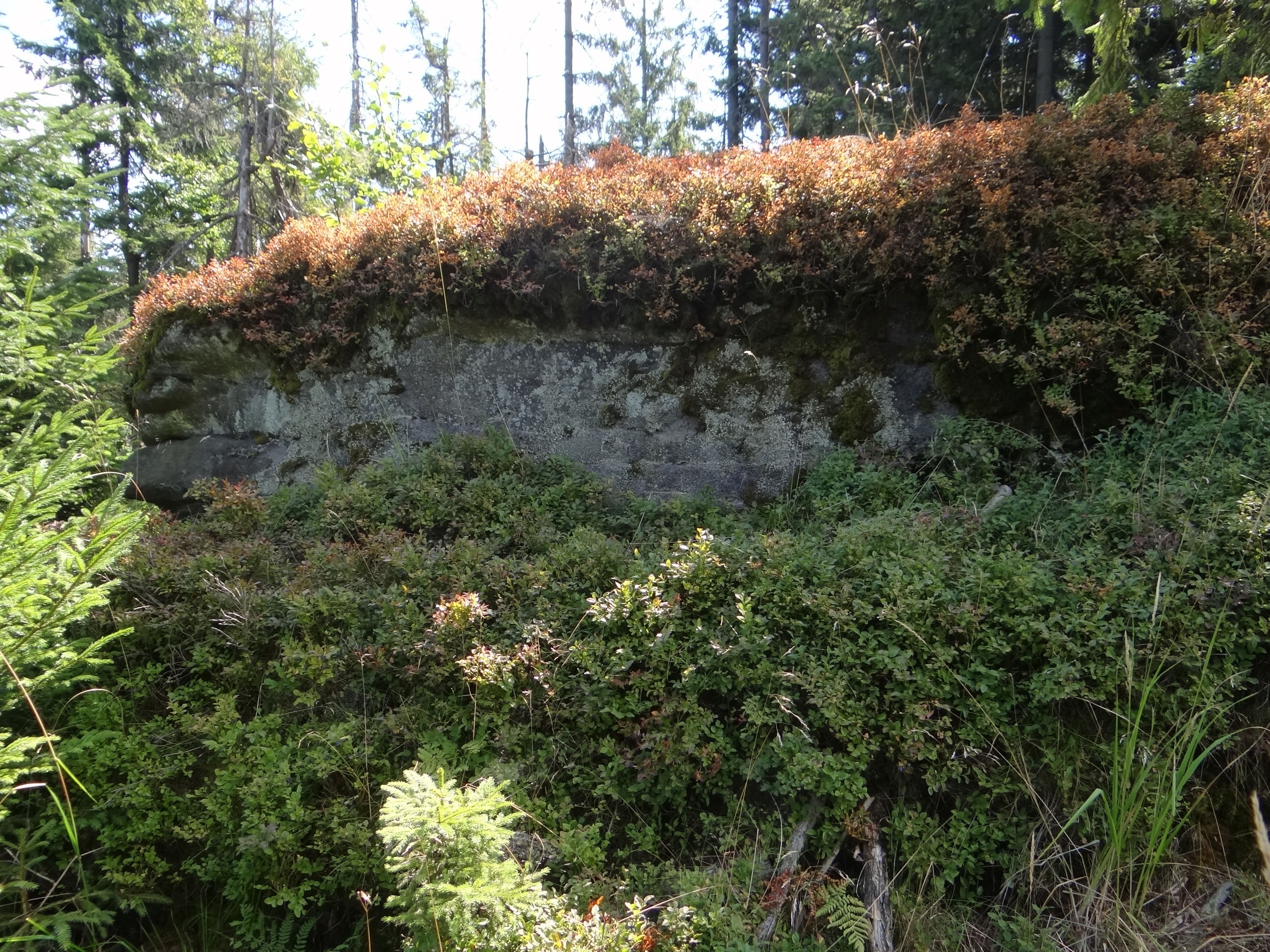
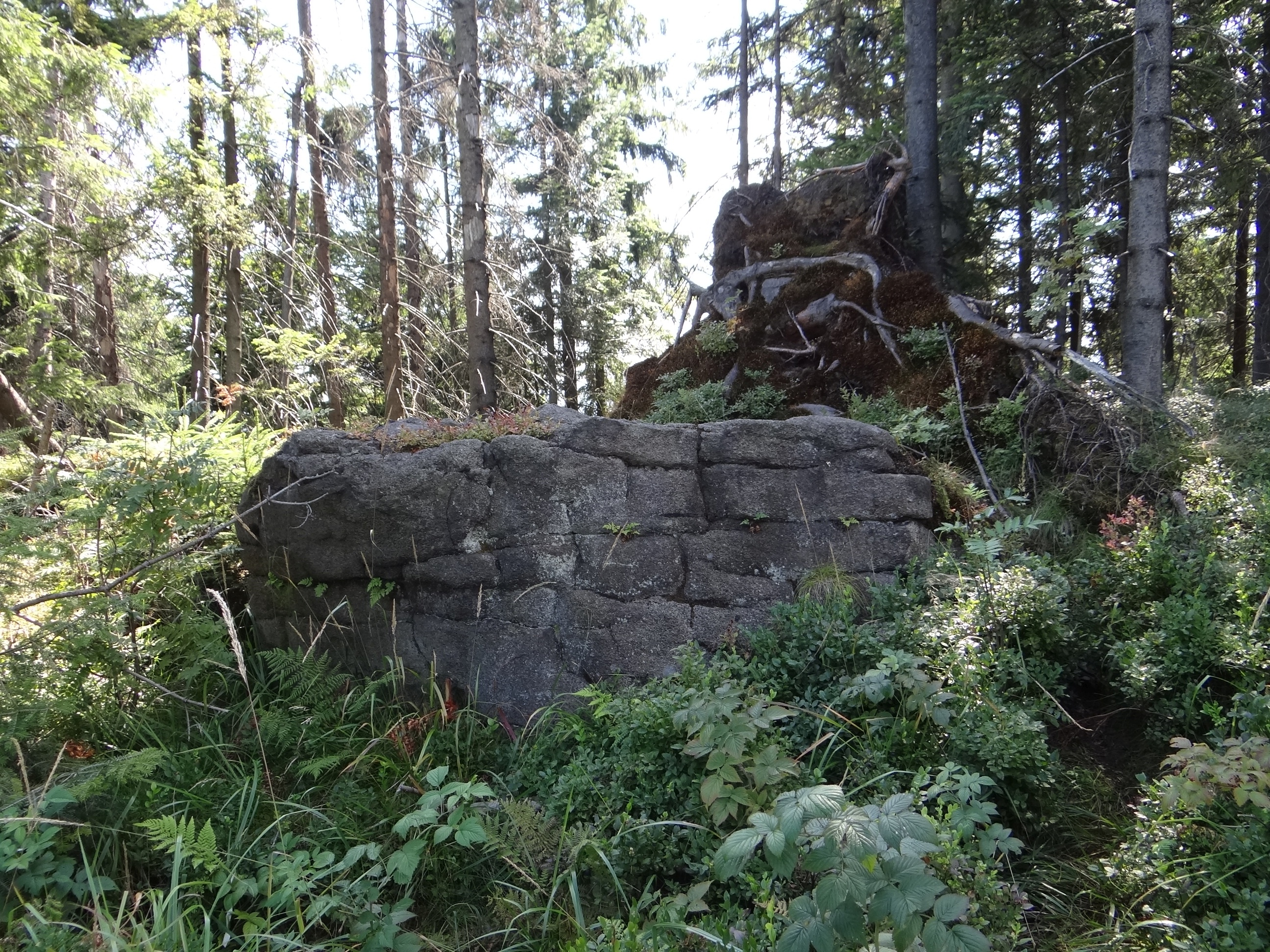
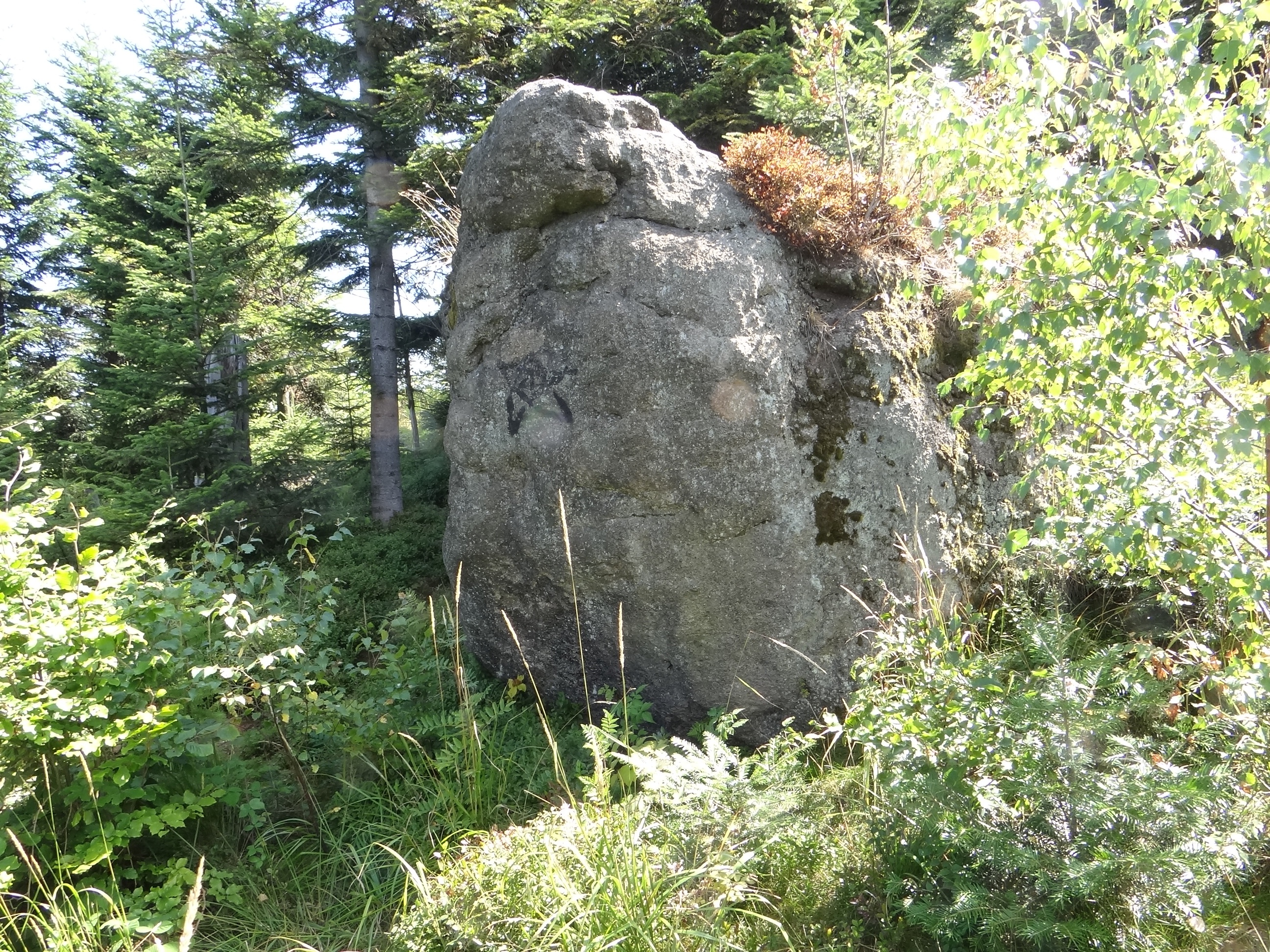

## Wspinaczka skalna
Wędrujące Kamienie są obiektem wspinaczki skalnej. Jest 11 dróg wspinaczkowych o trudności od V do VI.3+ w skali tatrzańskiej. Trzy z nich mają zamontowane stałe punkty asekuracyjne w postaci ringów (r) i ringów zjazdowych (rz), zamontowanych jeszcze w latach 90. XX wieku, pozostałe to hajbole. Skała jest ostra, miejscami występuje mikrokruszyzna. W kolejności od lewej do prawej są to:

1. Lewy komin; V
2. Lewa ścianka; VI
3. Środek ścianki; V+
4. Schody; V
5. Trawers środkiem; VI.1
6. Jurek Bajko; VI.3+, 2r + rz
7. Bariera czyraków; VI.1+, 2r
8. Kubuś; VI.1, 2r + rz
9. Ryski; V
10. Omszona płyta; V
11. Prawy kancik; V[3].

## Szlaki turystyczne
Mały Szlak Beskidzki na odcinku: Przełęcz Kocierska – Potrójna (883 m) – Łamana Skała – Rozstaje Anuli – Smrekowica – rozdroże pod Smrekowicą – Na Beskidzie – Potrójna (847 m) – przełęcz Beskidek – Leskowiec – schronisko PTTK Leskowiec – Krzeszów – Zembrzyce.
 Przełęcz Przydawki – Gałasiówka – Przełęcz pod Mladą Horą – Rozstaje Anuli – Smrekowica – rozdroże pod Smrekowicą – Smrekowica – Na Beskidzie – Potrójna – przełęcz Beskidek – Leskowiec. Czas przejścia 3:30 h, 3 h